# 经济作物

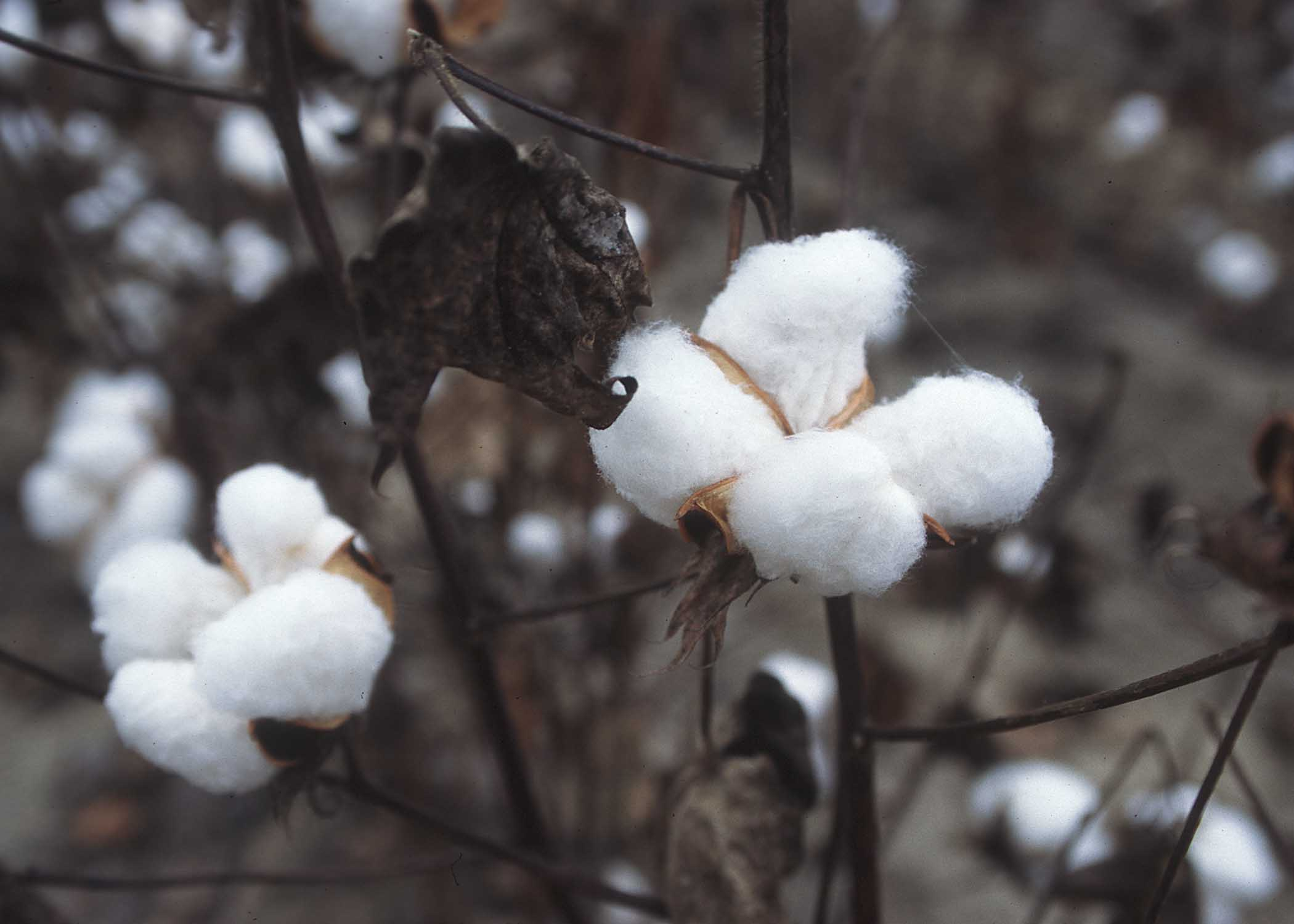
棉花是重要的经济作物。根据美国国家棉花委员会(National Cotton Council of America)的数据，2014年，中国是世界上最大的棉花生产国，估计有10億991,000包重达480磅的棉花。印度以4218.5万包480磅位列第二。

经济作物也被称作利润作物，是一种为了利润而种植的农作物。它通常由独立于农场的各方购买。这个词是用来区分市场上的作物和自给作物，后者是指那些喂给生产者自己的牲畜或作为生产者家庭食物种植的作物。在早些时候，经济作物通常只是农场总产量的一小部分（但至关重要），而今天，尤其是在发达国家，几乎所有的作物主要是为了收入而种植。在最不发达国家，经济作物通常是吸引较发达国家需求的作物，因此具有一些出口价值。
主要经济作物的价格是在全球范围内的商品市场上制定的，根据货运成本和当地供需平衡情况，会有一些价格浮动。其结果是，如果其他地方的丰收导致全球市场供应过剩，一个国家、地区或个人生产者依赖的这种作物可能会因此采购价格偏低。这一制度受到了传统农民的批评。咖啡豆就是一个容易受到大宗商品期貨价格大幅波动影响的产品。

## 用途分类
经济作物的用途广泛，概分为：油料作物、糖料作物、饮料作物、香料作物、染料作物、纤维作物、淀粉作物、调味作物、嗜好作物、树脂作物、药用作物、覆盖作物、绿肥作物等。

## 全球化问题
在有关全球化的讨论中，有关补贴和贸易壁垒的问题引起了争议。许多发展中国家认为，现行的国际贸易制度是不公平的，因为它降低了工业品的关税，同时允许对农产品实行低关税和农业补贴。这使得发展中国家很难将其产品出口到海外，并迫使发展中国家与发达国家以人为压低的价格出口的进口产品竞争。这种人为压低价格的出口行为被称为「倾销」， 在大多数国家都是非法的。围绕这一问题的争议导致了2003年坎昆贸易谈判的破裂，当时22国集团拒绝考虑欧盟提出的议程项目，除非农业补贴问题得到解决。

## 各气候区状况

### 北极
北极的气候一般不利于经济作物的种植。然而，北极地区一种潜在的经济作物是红景天，这是一种生长在北极的耐寒植物，被用作药材。目前有消费者对该作物存在需求，但可用供应低于需求(2011年)。

### 温带
温带气候地区的经济作物包括许多谷类（小麦、黑麦、大麦、燕麦）、产油作物（如葡萄籽、芥菜籽）、蔬菜（如馬鈴薯）、树果或顶果（如苹果、樱桃）和软果（如草莓、覆盆子）。

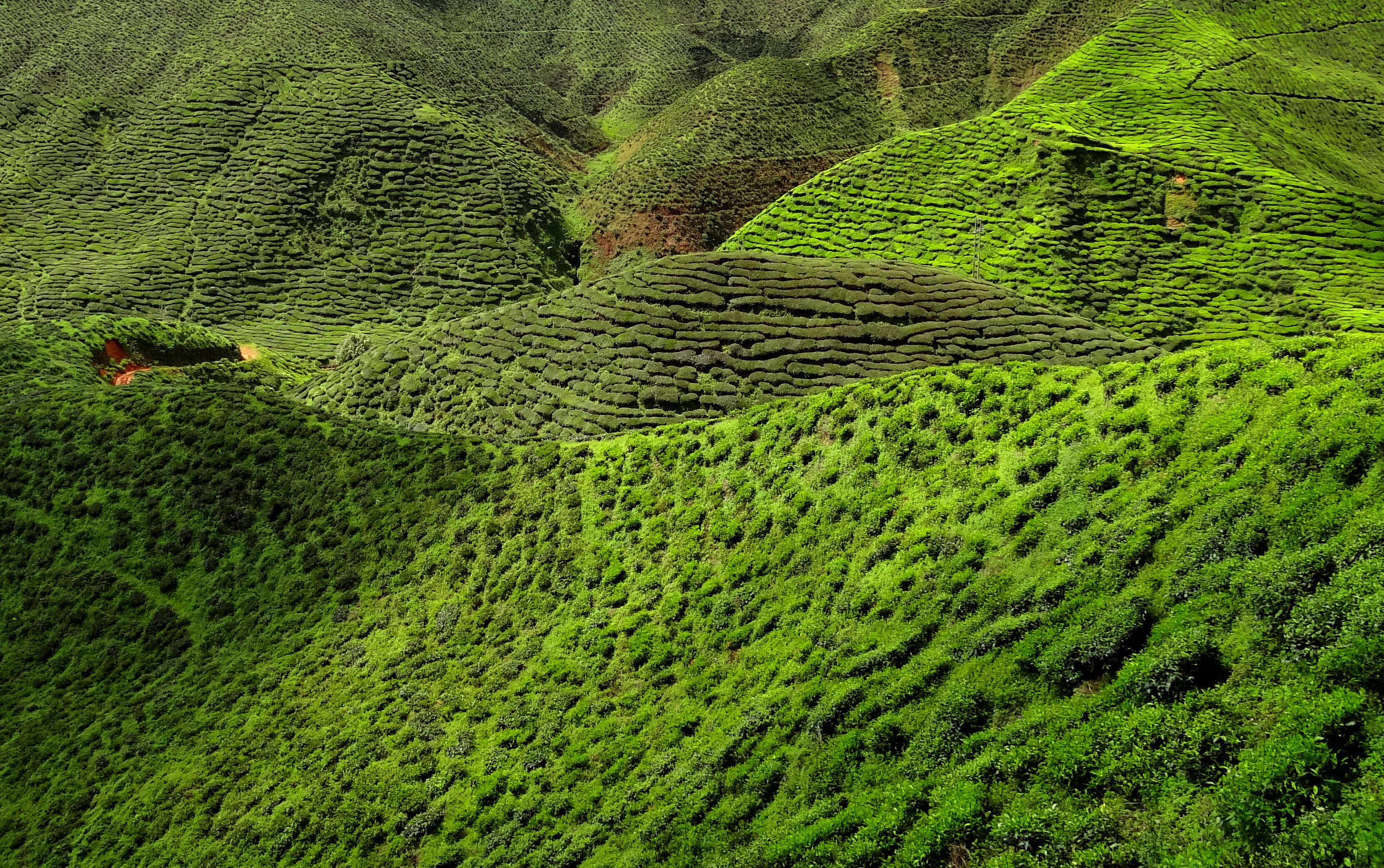
马来西亚卡梅伦高地的一个茶园

### 亚热带
在亚热带气候地区，油料作物（如大豆）和一些蔬菜和草本植物是主要的经济作物。

### 热带
在热带气候地区，咖啡、可可、甘蔗、香蕉、橙子、棉花和黄麻（一种柔软、有光泽的植物纤维，可以纺成粗而结实的线）是常见的经济作物。油棕是一种热带棕榈树，它的果实被用来制造棕榈油。

## 各大洲和各国状况

### 非洲

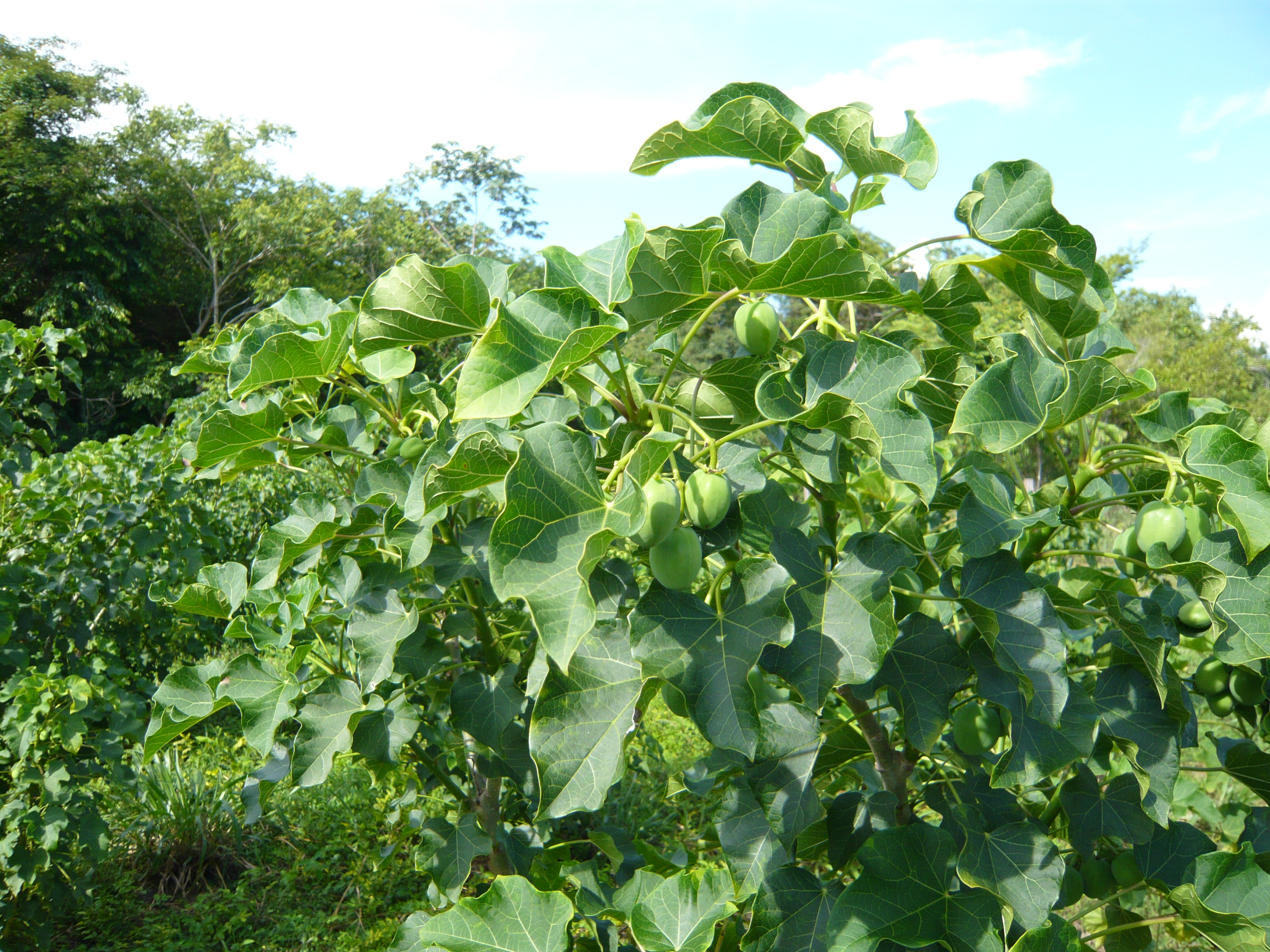
麻疯树是一种用于生产生物燃料的经济作物。

大约60%的非洲劳动力受雇于农业部门，其中约五分之三的非洲农民是自给自足的农民。例如，在布基纳法索，85%的居民(超过200万人)的收入依赖于棉花生产，该国一半以上的人口生活在贫困中。规模较大的农场往往种植经济作物，如咖啡、茶、棉花、可可、水果和橡胶。这些农场通常由大公司经营，占地数十平方公里，雇佣大量工人。自给自足的农场为家庭提供了一种食物来源和相对较少的收入，但通常无法生产足够的财富，使再投资成为可能。
非洲国家在出口农作物的同时，非洲大陆上却有相当数量的人在与饥饿作斗争，这种情况被归咎于包括美国、日本和欧盟在内的发达国家。这些国家通过高进口关税保护本国的农业部门，并向本国农民提供补贴，一些人认为这导致了棉花、谷物和牛奶等大宗商品的过度生产。其结果是，这些产品的全球价格不断下降，直到非洲人除了在温带气候中不易生长的经济作物之外，其他作物无法在世界市场上竞争。
非洲在生物燃料种植方面实现了显著增长，其中许多种植在英国公司购买的土地上。麻疯树是非洲生产生物燃料的经济作物。一些人批评在非洲面临饥饿和粮食短缺问题的时候种植非粮食作物用于出口的做法，一些研究将土地收购的激增与非洲饥饿率的上升联系起来，土地收购通常用于种植非粮食经济作物。

### 澳大利亚
澳大利亚出产大量的扁豆。据估计，2010年澳大利亚将生产约14.3万吨扁豆。澳大利亚大部分的扁豆收成都出口到印度次大陆和中东。

### 意大利
1950年，意大利的南方基金促使政府实施奖励措施，种植西红柿、烟草和柑橘类水果等经济作物。结果，他们造成了这些作物的过剩，导致这些作物在全球市场上的过度饱和。这导致这些作物的价值下降。

### 美国

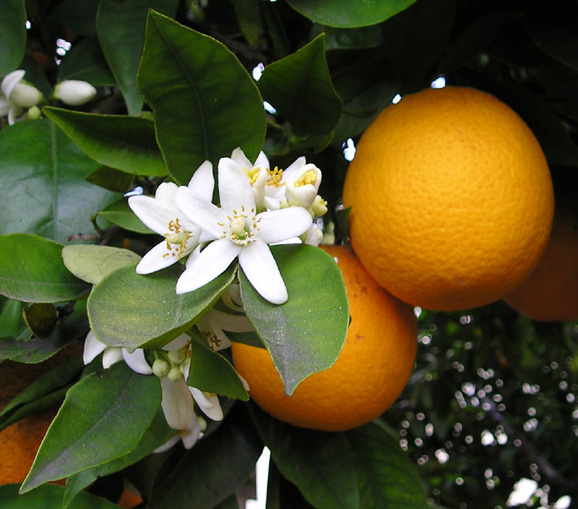
橙子是美国重要的经济作物。

在婴儿潮一代和第二次世界大战结束后，美国的经济作物种植开始崭露头角。它被视为养活大量人口的一种方式，并且在美国是生产粮食的主要方式。根据1997年美国农业普查，美国90%的农场仍然由家庭拥有，另外6%由合伙企业拥有。经济作物的农民利用精准农业技术和既往的传统经验相结合来生产价格合理的粮食。根据美国农业部(USDA) 2010年的统计数据，水果产量最高的州是加利福尼亚州、佛罗里达州和华盛顿州。

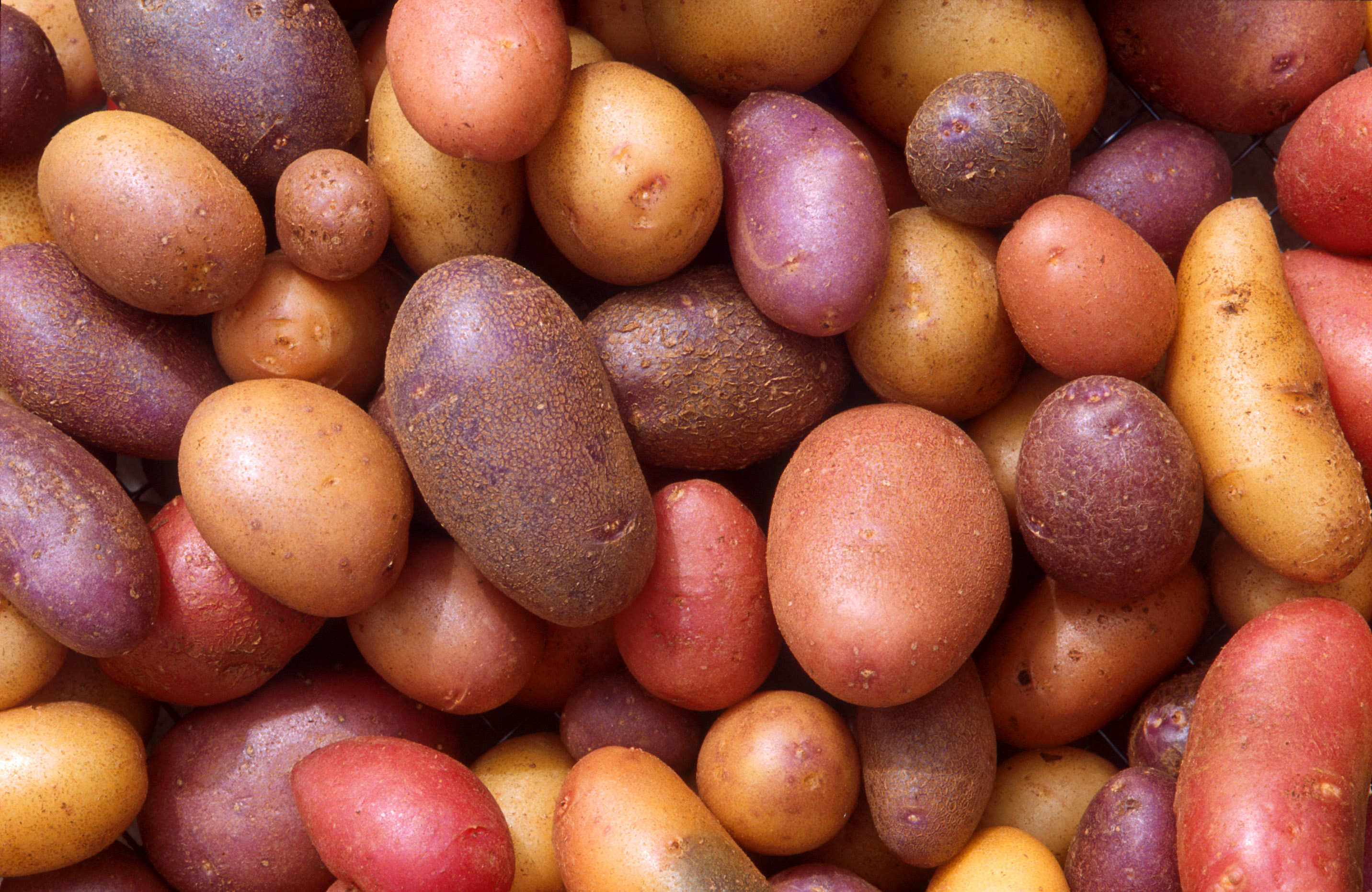
不同马铃薯品种

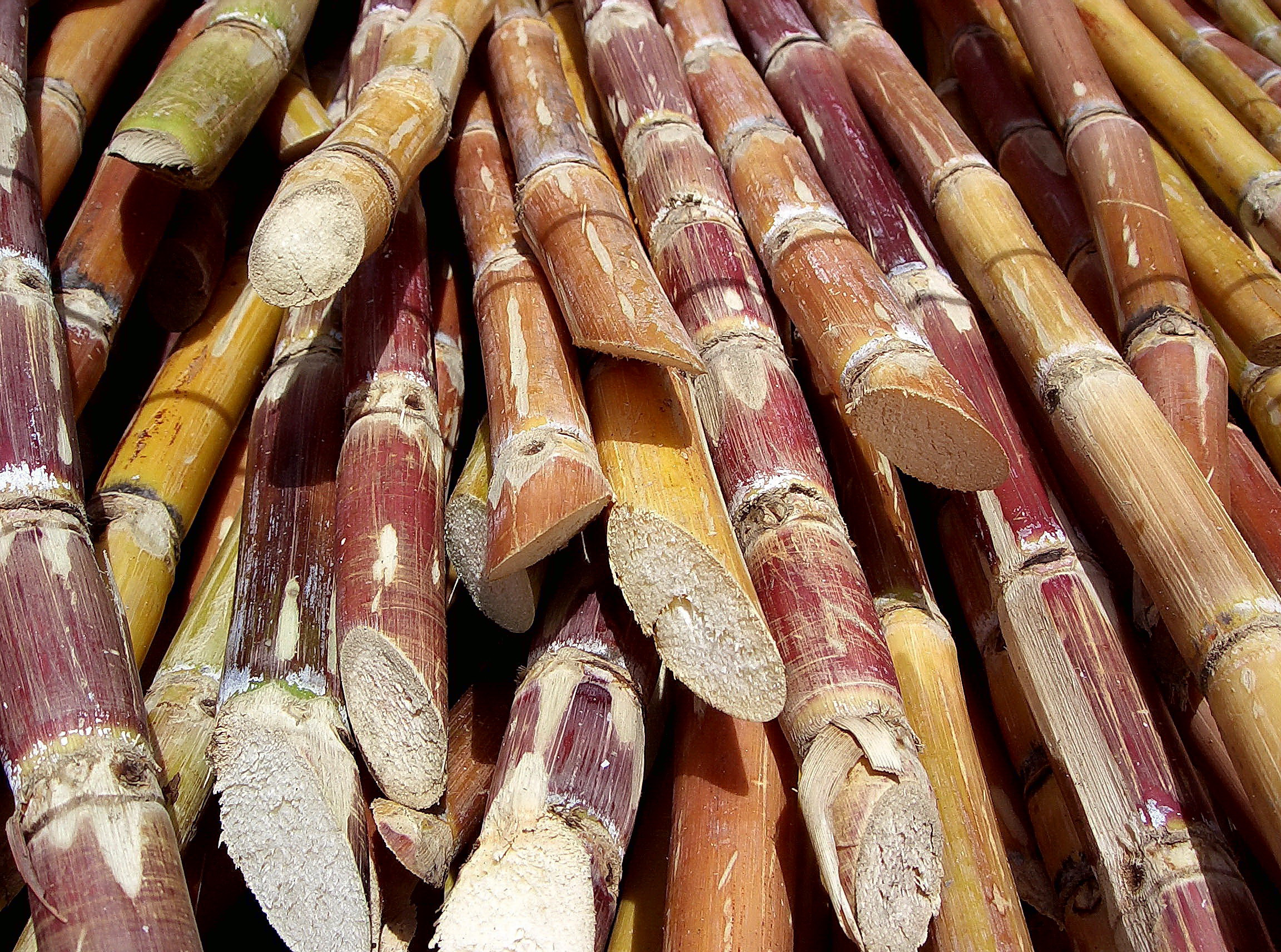
甘蔗片，夏威夷重要的经济作物

### 越南
椰子是越南的经济作物。

### 台灣
稻米是台灣最主要的經濟作物，2023年產量約146萬公噸，產值約新台幣349億元。

## 全球经济作物
世界上有80多个国家种植椰子树，每年总产量为6100万吨。从中提取的油和奶通常用于烹饪和油炸；椰子油也广泛用于肥皂和化妆品。

## 经济作物的可持续性
世界上大约70%的粮食是由5亿小农生产的。他们的生计依赖于经济作物的生产，这是市场上很难区分的基本商品。世界上绝大多数(80%)的农场面积不超过2公顷。这些小农主要分布在发展中国家，他们往往没有组织，不识字，或者只接受基础教育。小农几乎没有议价能力，收入也很低，导致他们无法在扩大业务上进行大量投资。一般而言，农民缺乏获得农业投入和资金的渠道，对良好的农业和商业做法缺乏足够的知识。这些高层次的问题在许多情况下威胁着农业部门的未来，如何确保农业的可持续未来的理论也开始发展。可持续的市场转型是由行业领导者在竞争前的环境中共同努力来改变市场条件。可持续集约化侧重于为创业农民提供便利。为了刺激农业投资，农业融资项目也层出不穷。其中一个例子是范围方法，这是一种评估工具，用来衡量生产组织的管理成熟度和专业性，以便让融资组织更好地了解融资所涉及的风险。目前，农业金融一直被认为是有风险的，并被金融机构所回避。

## 黑市经济作物

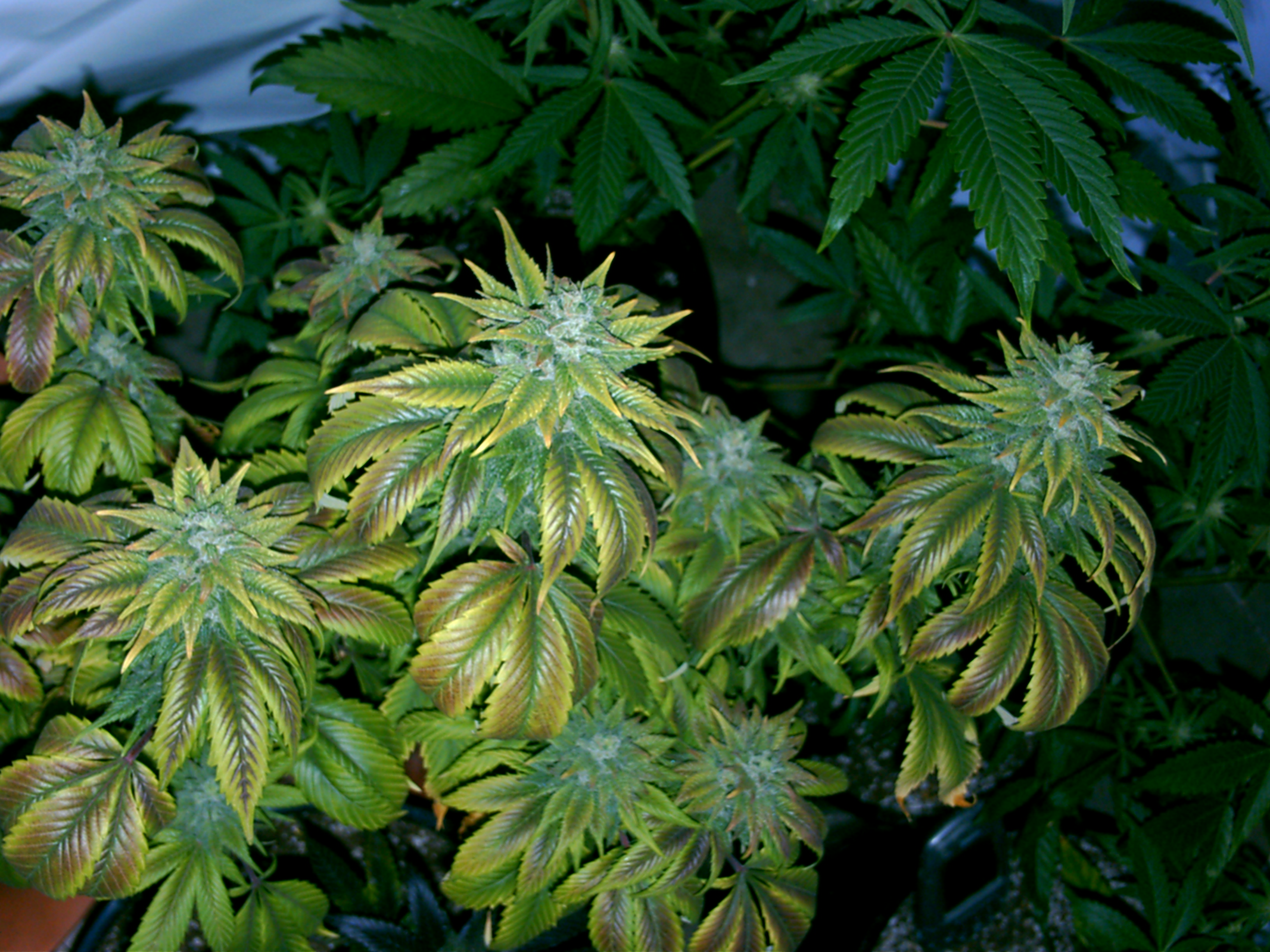
在美国，大麻被称为经济作物。

古柯、罂粟和大麻是重要的黑市经济作物，其流行程度各不相同。在美国，大麻被一些人认为是最有价值的经济作物。2006年，大麻政策研究员Jon Gettman在一份研究报告中指出，与政府公布的玉米和小麦等合法作物的数据以及该研究对当时美国大麻产量的预测形成对比的是，大麻被称为“12个州中最赚钱的作物，30个州中最赚钱的三种作物之一”。该研究还估计，当时(2006年)的大麻生产总值为358亿美元，超过玉米233亿美元和小麦75亿美元的总和。